# Courcoury
Courcoury település Franciaországban, Charente-Maritime megyében. Lakosainak száma 717 fő (2022. január 1.). Courcoury Berneuil, Chaniers, Les Gonds, Montils és Saint-Sever-de-Saintonge községekkel határos.

## Népesség
A település népességének változása:
| Lakosok száma | 528  | 525  | 546  | 694  | 703  | 693  | 690  | 694  | 700  | 717  |
|               | 1968 | 1982 | 1990 | 2006 | 2013 | 2015 | 2017 | 2019 | 2020 | 2022 |